# Pterois brevipectoralis
Pterois brevipectoralis är en fiskart som först beskrevs av Mandrytsa 2002.  Pterois brevipectoralis ingår i släktet Pterois och familjen Scorpaenidae. Inga underarter finns listade i Catalogue of Life.